# Corydon (saggio)
Corydon è un saggio in forma di dialogo socratico pubblicato tra il 1911 e il 1924 dallo scrittore Premio Nobel André Gide.

## Origini e intenti
(André Gide, Corydon)
Agli inizi del 1910 Gide decide di scrivere un saggio in difesa dell'omosessualità, al quale pensava da tempo. L'occasione sembra sia un fatto di cronaca, il processo Renard: un uomo viene accusato di omicidio e, nonostante l'incongruenza delle prove, viene pesantemente condannato in tutti i gradi di giudizio, l'opinione pubblica è tutta dalla parte dei giudici, il motivo è che Renard è omosessuale.
Amici e conoscenti cercano in ogni modo di convincere Gide ad abbandonare il progetto per le conseguenze negative che ne deriverebbero. Nel 1911 decide di pubblicare i primi due dialoghi, l'opera viene stampata in dodici esemplari che, come dice lui stesso nella prefazione alla seconda edizione, vengono messi nel cassetto. Nel 1920 riprende in mano l'opera, la completa con gli altri due dialoghi e la fa pubblicare anche questa volta in sordina, in venti esemplari distribuiti ad amici. Solo nel 1924 avviene la pubblicazione vera e propria, molti di coloro che lo avevano sempre consigliato di abbandonare l'opera ne sono addolorati, Paul Claudel gli toglie il saluto.
Gide vuole affermare un'idea di omosessualità diversa da quella in voga allora. Non ama la teoria del terzo sesso di Magnus Hirschfeld e, nonostante la considerazione che ha per Proust (in occasione di una breve visita, gli porta una delle prime copie del Corydon perché lo legga e gli dia il suo parere ma senza divulgarne il contenuto) non condivide «l'apparizione degli uomini-donne, discendenti da quegli abitanti di Sodoma che furono risparmiati dal fuoco celeste» descritti nel celebre incipit del quarto volume della Recherche: Sodoma e Gomorra.
L'idea di omosessualità che egli ha in mente è di normalità, l'omosessualità come parte integrante della dinamica della specie umana, anzi come momento di eccellenza, per questo il suo punto di riferimento è il mondo greco-romano, specialmente la Grecia classica delle lotte tra Sparta e Atene. Vuole riallacciarsi a quel mondo non solo concettualmente ma anche formalmente; Corydon (in italiano Coridone) è il nome di un pastore delle Bucoliche di Virgilio, e la forma dell'opera è quella dei dialoghi socratici.
Nella conversazione l'autore, pur desideroso di conoscere le ragioni del suo interlocutore, veste i panni della morale corrente, perbenista e diffidente verso un tale argomento, tuttavia le domande e le osservazioni sono formulate in maniera tale da spingere Corydon ad esporre chiaramente le sue idee, che poi sono le idee di Gide stesso.

## Contenuto

### Primo dialogo
In un fantasioso anno 1900, l'autore, stanco di sentir parlare ovunque di uno scandaloso processo per uranismo, vuole sentire le ragioni del diretto interessato. Si reca quindi a casa di Corydon per intervistarlo. Erano stati compagni di liceo, una profonda amicizia li aveva legati, poi si erano persi di vista. Pur lontani, gli era giunta voce dei brillanti studi di medicina di Corydon e della fama dei suoi lavori. Entrando l'autore non avverte nessun elemento di effeminatezza, né nell'aspetto, né nell'ambiente, unici indizi: alla parete una riproduzione della creazione di Adamo di Michelangelo e sulla scrivania un ritratto di Walt Whitman.
L'autore apre il dialogo prendendo spunto dal ritratto di Whitman, era di recente uscita una traduzione delle opere del poeta statunitense ad opera di un tal Bazalgette, tutta tesa a negare l'omosessualità di Whitman, giocando furbescamente sull'indistinzione tra i generi maschile e femminile dei sostantivi inglesi. Corydon ovviamente non ha affatto gradito e sta scrivendo qualcosa in risposta, ma soprattutto annuncia all'amico che sta preparando un'opera importante sull'omosessualità, dal titolo Difesa della pederastia.
Corydon ora racconta la sua storia. Era fidanzato ed amava la sua futura sposa di un amore intenso ma casto, senza passione. Avvertiva dentro di sé qualcosa di diverso, nonostante fosse fisicamente sano, di genitori sani. A turbarlo ulteriormente è la vicenda del fratello della sua fidanzata, poco più che adolescente, anch'egli è turbato dagli stessi desideri inconfessabili, decide di confidarsi proprio a lui, Corydon gli parla molto severamente dei pericoli e della condanna sociale di quelle tendenze. Dopo qualche giorno il ragazzo si suicida lasciando una lettera commovente a Corydon in cui gli dichiara il suo amore.
Dopo una vicenda così dolorosa, Corydon si pone l'obiettivo di spiegare a tutti coloro che sentono dentro di sé questi desideri che non si tratta affatto di una malattia ma di qualcosa di assolutamente naturale, e il libro che sta preparando serve proprio a questo scopo.

### Secondo dialogo
Corydon annuncia il piano del suo libro: nella prima parte l'omosessualità verrà trattata dal punto di vista della storia naturale, nella seconda parte secondo la storia, la letteratura e le belle arti, infine nella terza parte l'omosessualità secondo la sociologia e la morale.
Egli apre il discorso con le massime di Pascal e Montaigne per affermare che tutto ciò che consideriamo naturale non è altro che acquisito con l'abitudine. La stessa eterosessualità non è che frutto dell'educazione. Lo prova il fatto che nonostante tutti gli esseri umani vengano educati all'eterosessualità, l'omosessualità riesce comunque a venir fuori.
Ciò che egli contesta è l'istinto sessuale, che spingerebbe un sesso verso l'altro per la procreazione, in realtà questo istinto sessuale non esiste, esiste l'istinto per il piacere sessuale che può dirigersi verso qualsiasi direzione, la procreazione è una conseguenza che può esserci come non esserci.
Attraverso Lester Ward, Charles Darwin e Henri Bergson egli dimostra che in natura il sesso fondamentale è quello femminile, il maschio è comparso successivamente e la sua funzione limitata alla fecondazione. Inoltre si assiste ad una sovrabbondanza di maschi in tutte le specie. Infine passa ad elencare i numerosi casi di omosessualità tra gli animali.
Per Corydon tutto ciò dovrebbe ampiamente convincere chiunque della naturalità dell'omosessualità.

### Terzo dialogo
Corydon sottolinea il fatto che mentre nel mondo animale si assiste alla smagliante supremazia della bellezza maschile ed è la femmina che sceglie il maschio, nel mondo degli uomini avviene il contrario, è la donna che viene ritenuta più bella dell'uomo ed è l'uomo che sceglie la donna.
Ma non è stato sempre così, nella statuaria greca l'adolescente è sempre nudo mentre la donna sempre velata, Michelangelo nella volta della Sistina ha dipinto adolescenti nudi, ma non donne nude.
Insomma egli sostiene che l'esaltazione della donna sia l'indizio di un'arte meno naturale, meno autoctona di quella che ci presentano le grandi epoche d'arte uranista.
Come diceva Orazio: «naturam expellas furca, tamen usque recurret» (“scacciate la natura, ritorna di galoppo”).

### Quarto dialogo
Un libro uscito in quegli anni (Del matrimonio di Léon Blum) affronta proprio il problema che Corydon aveva posto nel secondo dialogo: «il maschio ha molto più da dispensare di quanto occorra per soddisfare la funzione riproduttiva dell'altro sesso. La prodigalità alla quale lo spinge la Natura è molto scomoda da regolare e rischia di diventare pregiudizievole per il buon ordine della società, quale la concepiscono i popoli occidentali.».
La soluzione proposta da Blum, spingere le giovani donne a concedersi anche fuori del matrimonio per debellare la piaga della prostituzione, non piace a Corydon che qui propone l'idea centrale del suo libro: il ritorno alla Grecia classica.
Così come avveniva nell'età di Pericle, incoraggiare i ragazzi tra i tredici e i 23 anni all'amicizia maschile, anche sessuale, come cammino esperienziale e formativo per il matrimonio con la donna.

## Edizioni
- (FR) André Gide, Corydon, Parigi, Gallimard, 1925,  p. 217, SBN TSA0501962.
- (FR) André Gide, Corydon, Parigi, Gallimard, 1929  [2004],  p. 204, SBN UFI0348235.
- André Gide, Corydon, traduzione di L.G. Tenconi, Milano, Dall'Oglio, 1952,  pp. 220, cap. 4, SBN LO11156878.  1991,  p. 204, SBN MOD0039043.
- André Gide, Corydon. Quattro dialoghi socratici, Massa, Edizioni Clandestine, 2021,  p. 140, ISBN 978-88-6596-927-4.
- André Gide, Corydon, a cura di Monica Amari, Biblioteca Narciso, n. 25, Palermo, Novecento, 1987,  p. 198, ISBN 88-373-0065-4.